# Joop Doderer
Joop Doderer (Velsen, 28 agosto 1921 – Roelofarendsveen, 22 settembre 2005) è stato un attore olandese noto per il suo ruolo del vagabondo Swiebertje nell'omonima serie televisiva. La serie è andata in onda per 17 stagioni tra il 1955 e il 1975 ed è stata trasmessa dalla NCRV. Oltre al ruolo di Swiebertje, Doderer ha recitato in dozzine di programmi radiofonici e televisivi, ha interpretato il ruolo di Alfred Doolittle in My Fair Lady, ha recitato in film olandesi e inglesi ed è apparso sul palcoscenico in commedie, musical, cabaret e drammi..

## Biografia
Doderer nacque a Velsen, ma crebbe ad Amsterdam. Dopo aver terminato la Hogere Burgerschool, convinse i suoi genitori a lasciarlo prendere lezioni di recitazione. Nel 1939, all'età di 18 anni, fu respinto dalla scuola di recitazione di Amsterdam per "mancanza di talento". Iniziò invece la sua carriera di attore come comparsa al Nederlandsch Toneel, cosa che gli permise di studiare attori come Cor van der Lugt Melsert.
Dopo la seconda guerra mondiale, recitò in molte commedie e musical. Per sette anni fece parte dell'ensemble di Wim Sonneveld, dove incontrò la sua prima moglie Conny Stuart. Recitò anche in alcuni film (Het Wonderlijke leven van Willem Parel, 1959) e apparve alla radio (De bonte dinsdagavondtrein e Koek en ei). Dagli anni '50 in poi, Doderer fu una star. Spesso improvvisava sul palco, per il divertimento del pubblico, ma non dei suoi colleghi attori. All'età di 52 anni, sposò la ventunenne Ester. Insieme ebbero due figli. 
Tra il 1955 e il 1975 interpretò Swiebertje in televisione. Nel 2001, la serie ricevette l'unico premio Signaal per il miglior programma televisivo degli ultimi 50 anni, votato dai telespettatori olandesi. Doderer era piuttosto orgoglioso della sua fama di Swiebertje, anche se ci vollero molti anni dopo la fine della serie per riguardarsi con positività. Nel 2003, un busto di Swiebertje fu collocato nella città di Oudewater, dove furono girate molte delle scene in esterni della serie.
Doderer fu Cavaliere dell'Ordine di Orange-Nassau.
Doderer morì in una casa di cura a Roelofarendsveen e fu sepolto nel cimitero di Zorgvlied.

## Effetto Swiebertje
L'essere identificato con Swiebertje ostacolò Doderer nell'interpretazione di ruoli seri dopo il 1975, al punto che in un'occasione il pubblico iniziò a cantare il tema di Swiebertje quando salì sul palco. Nei Paesi Bassi, questo effetto di stereotipo divenne noto come "effetto Swiebertje". Doderer si trasferì persino in Inghilterra e lì ottenne ruoli da guest star in fiction televisive. Nel 1979, interpretò un agente sudafricano in Il fattore umano, diretto da Otto Preminger, al fianco di Richard Attenborough, Derek Jacobi e John Gielgud.
Negli anni Novanta Doderer riuscì finalmente a liberarsi della sua immagine di comico e interpretò ruoli seri nei teatri olandesi sotto la direzione di Ivo van Hove e Ger Thijs.

## Filmografia

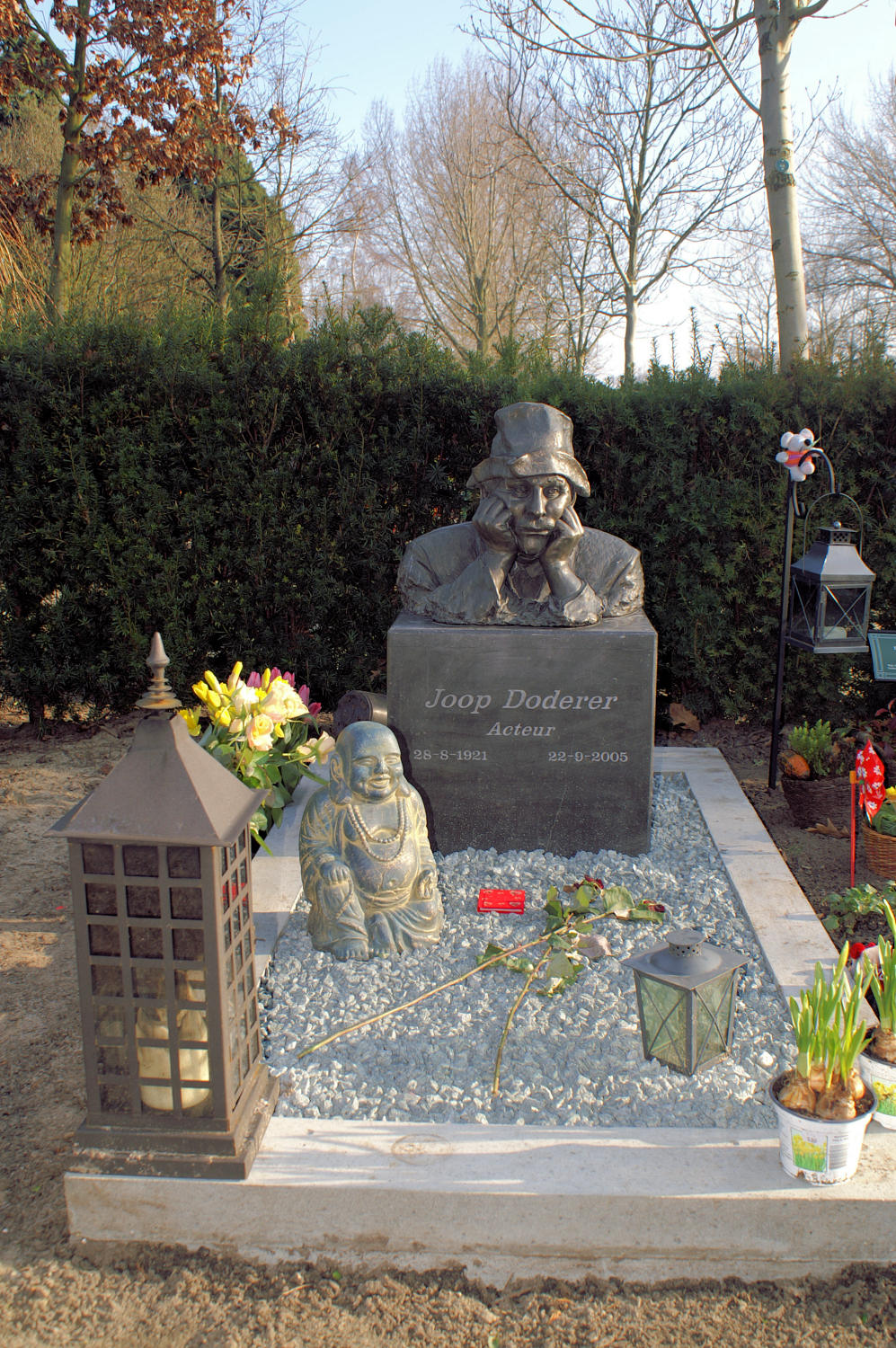
Tomba di Joop Doderer

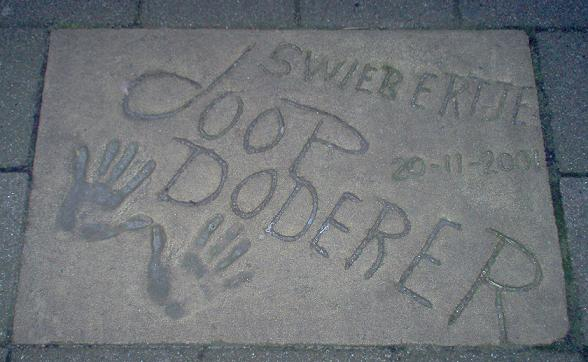
Le impronte delle mani di Doderer sulla Walk of Fame a Rotterdam

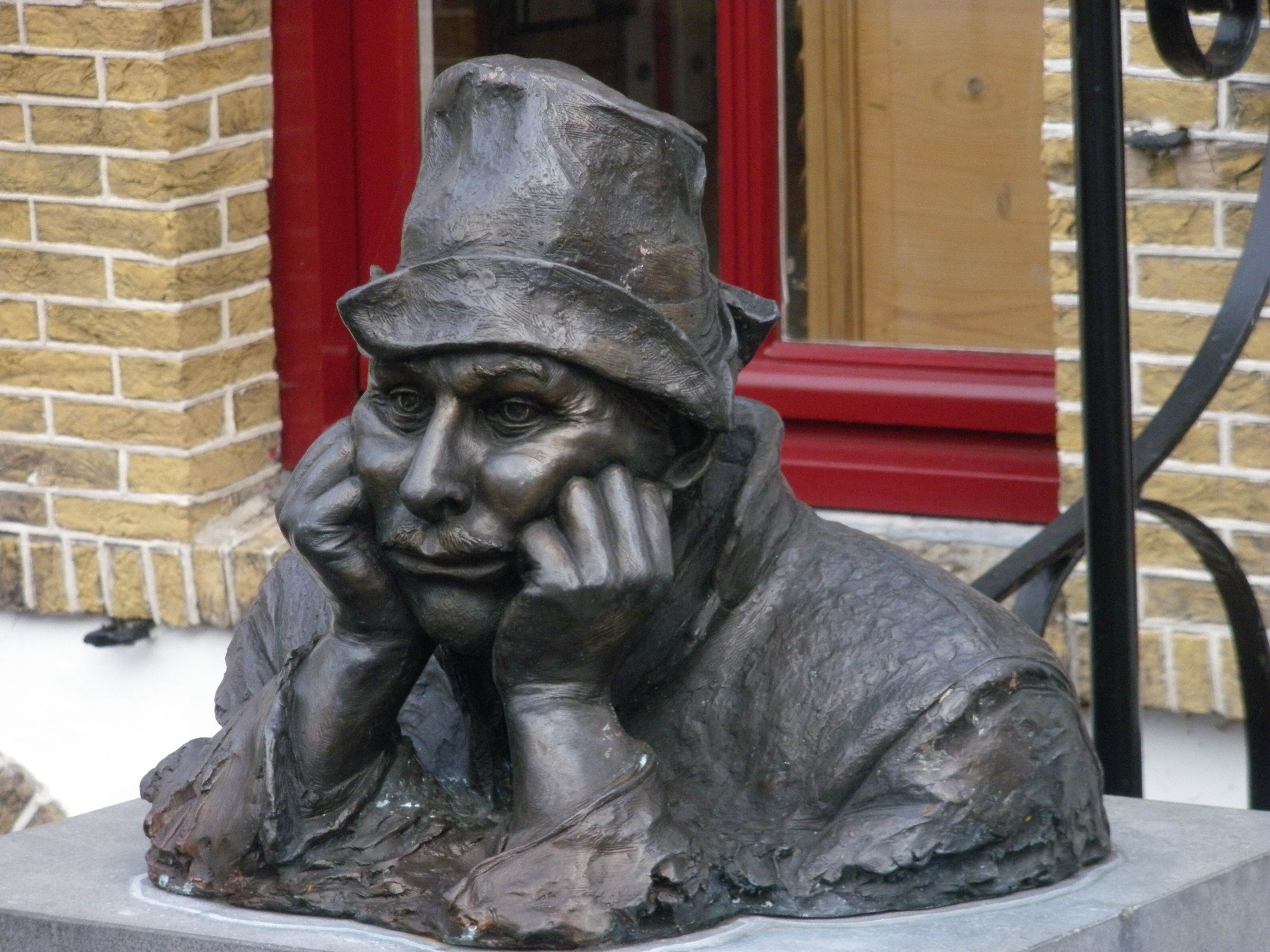
Busto a Oudewater

- Het Wonderlijke leven van Willem Parel	(1955)
- Op de Hollandse toer (1973)
- Uit elkaar (1979)
- Il fattore umano (1979)
- Let the Doctor (1980)
- Moord in Extase (1984)
- De prooi (1985)
- Wilde Harten (1989)
- Hoogste tijd (1995)
- Little Crumb (1999)
- De Vriendschap (2001)
- Pietje Bell (2002)